# Cladocolea clandestina
Cladocolea clandestina là một loài thực vật có hoa trong họ Loranthaceae. Loài này được (Mart.) Kuijt mô tả khoa học đầu tiên năm 1975.